# Kalophrynus honbaensis
Kalophrynus honbaensis es una especie de anfibio anuro de la familia Microhylidae.

## Distribución geográfica
Esta especie es endémica de la provincia de Khánh Hòa en Vietnam.

## Etimología
El nombre de su especie, compuesto de honba y el sufijo latín -ensis, significa "que vive, que habita", y le fue dado en referencia al lugar de su descubrimiento, el Monte Hon Ba.

## Publicación original
- Vassilieva, Galoyan, Gogoleva & Poyarkov, 2014 : Two new species of Kalophrynus Tschudi, 1838 (Anura: Microhylidae) from the Annamite mountains in southern Vietnam. Zootaxa, n.º 3796, p. 401–434.[4]